# IC 2544
IC 2544 је спирална галаксија у сазвјежђу Мали лав која се налази на листи објеката дубоког неба у Индекс каталогу.
Деклинација објекта је + 33° 20' 46" а ректасцензија 10h 8m 29,6s. Привидна величина (магнитуда) објекта IC 2544 износи 14,5 а фотографска магнитуда 15,2. IC 2544 је још познат и под ознакама CGCG 182-78, KUG 1005+335, PGC 29491.